# Telesto (satélite)

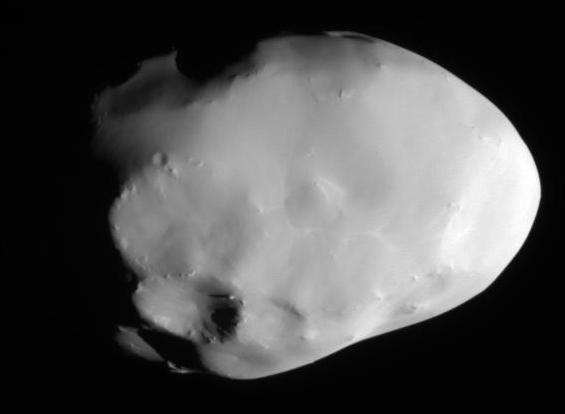
Telesto fotografado pela sonda Cassini-Huygens em 2005.

Telesto é um satélite natural (ou lua) de Saturno com cerca de 24 km de diâmetro e com um período orbital de 1,88 dias.
Foi descoberta em 1980 e batizada de S/1980 S 13, em 1983 passou a ser chamada oficialmente de Telesto (mitologia grega).
Possui uma superfície recoberta de pequenas crateras.
Telesto é co-orbital com Tétis, e reside no Ponto de Lagrange L4 de Tétis. Essa relação foi identificada pela primeira vez por Seidelman et al.